# Средняя школа Нгора
Средняя школа Нгора (англ. Ngora High School) — средняя школа-интернат для мальчиков и девочек в институциональном комплексе Нгора, округ Нгора, Уганда.   

## Миссия
Миссия школы — привить ученикам строгие моральные принципы и ценности преданности делу, компетентности, ответственности, дисциплины, правдивости, самомотивации и уважения. Девиз школы — «Дисциплина и трудолюбие» (Iponesio Ka Akukuranut).

## История
Школа была основана 13 июля 1914 года Англиканской церковью Уганды. В первые годы своего основания школа была одной из ведущих школ Уганды. Однако трудности, вызванные мятежом Тесо (1986–1993 гг.) и вторжением Армии сопротивления Господа (2001–2003 гг.), нанесли ущерб как физическим помещениям школы, так и ее академической деятельности. В это время здесь происходили бои между правительственными войсками и повстанцами. Когда не было боевых действий, школа использовалась как лагерь для перемещенных лиц. Многие ученики и преподаватели переезжали в безопасные районы Уганды. После окончания насилия в школе осталось менее десяти учителей на разрушенном войной кампусе.
Школа постепенно восстанавливалась, принимая больше учеников и нанимая больше учителей, став одной из наиболее престижных школ Уганды. Её ученики показали высокие результаты на экзаменах на получение сертификата об образовании в Уганде. Так же ученики победили на Ярмарке научных достижений средних школ (англ. Secondary Schools Science Fair) 2011 года, обойдя 24 других школы.
По состоянию на 2015 год в школе обучалось 1357 учеников.
На праздновании столетнего юбилея школы Архиепископ Церкви Уганды Стэнли Нтагали возглавил молитвы на торжествах, в которых приняла участие министр образования, науки, технологий и спорта Джессика Алупо. Также присутствовал министр Ричард Тодвонг, который представлял Президента Уганды Йовери Мусевени.

## Религиозная жизнь
Школа практикует свободу вероисповедания. Это одно из старейших учебных заведений в Уганде, основанное в 1914 году англиканскими миссионерами. Студенты англиканской веры (Церковь Уганды) молятся в часовне Святого Эндрю (St. Andrews Chapel), которая находится напротив административного корпуса в крыле для мальчиков. Тем временем студенты других вероисповеданий, включая католиков и пятидесятников, также проводят свои молитвы в специально отведенных комнатах, расположенных в крыле для мальчиков.

## Предметы и персонал
Школа предлагает широкий выбор занятий как на уровне O, так и на уровне A, одна из самых академически выдающихся школ в регионе.
Основными предметами на уровне A являются богословие, история, биология, изобразительное искусство, физика, химия, сельское хозяйство, география, экономика, математика, английская литература и предпринимательство.
В программу занятий уровня O входят изобразительное искусство, история, биология, физика, химия, география, сельское хозяйство, коммерция, математика, английский язык и литература, компьютерные науки, культура правильного питания, предпринимательство, основы бухгалтерского учета и христианское религиозное образование. 
Школа интегрирует глухих учеников в программу занятий с помощью финансируемых правительством услуг переводчиков. 
Директором школы является Окирия Мартин Оборе (Okiria Martin Obore), а заместителями директора — Осуу Джон Роберт (Osuu John Robert) и Омади Джон Роберт (Omadi John Robert). Директором по исследованиям является Одеке Майкл (Odeke Michael), а председателем совета выпускников — Кеннет Олука (Kenneth G. Oluka).

## Внеклассная деятельность
Студентам предлагается принимать участие в дополнительных занятиях по легкой атлетике— волейбол, нетбол и футбол. Футбольная команда мальчиков принимает участие в соревнованиях районного и регионального уровня, например, в Кубоке Кока-Колы 2015 года.

## Известные выпускники
- Джессика Алупо — вице-президент Уганды[12]
- Агнес Акирор — государственный министр по делам Тесо в Кабинете министров Уганды Уганды[13]
- Роуз Акол Окуллу — министр внутренних дел Уганды[14]
- Пол Амору — оратор и политик[15]
- Джедже Одонго — государственный министр обороны Уганды[3]
- Дэвид Абала — член парламента Уганды от округа Нгора[16]